# شعبان الزناقي
شعبان الزناقي  من أشهر بايات الغرب الجزائري وكان مقر حكمه بمازونة  بين 1679م إلى غاية إستشهاده عام 1098 هجري  الموافق لـ :1686م عند محاولة لفتح وإسترجاع مدينة وهران من الإسبان تحت حكم Antonio Paniagua de Loaysa y Zúñiga

## جهاده
كانت مدينة وهران تحت سيطرة الإسبان منذ عام 1505م وظلت شوكة في حلق المسلمين ولم يستطع المسلمون فتحها رغم الحملات التي أعدها حكام الأيالة وفي عام 1686 خرج الباي شعبان من مازونة بالزحف اتجاه وهران بغية فتحها وأعد لذلك جيشا قوامه 4000 شخص  من بينهم 3000 فارس مقابل 1000 فارس إسباني ومشاة اضافة للمتعاونين من القبائل المحلية .وكانت النتيجة إنهزام الإسبان وفدان 1100  من جنودهم وأسر الكثير منهم وغنم متاعهم وسميت المعركة بكدية الأخيار

## إستشهاده
بعد النصر الكبير الذي حققه الباي قام بمطاردة الإسبان لغاية برج لعيون أين أصيب بسهم من قبل المتعاونين
استشهد الباي شعبان أثناء حصاره لوهران وقتله أحد الموالين للإسبان بعد أن قطع رأسه  ويصور لنا المازاري مشهد إستشهاده:
| شعبان الزناقي | ولما قتل بقيت جثته بأيديهم على وجه التراب فجزوا رأسه وعلقوه بالباب وقد أخذ المسلمون الجثة وتركوا الرأس لما لم يقدروا على الرجوع إليه ، فرأى بعض النصارى بالليل النور يسطع عليه فأخبر بطريقهم وحينئذ بعثوه للمسلمين فجعلوه مع جسده في الحين ، ودفنوه خارج وهران ، وقبره للآن يعرف بقبر سيدي شعبان وكان على ضريحه قبة عالية ، ولما سكن بجواره بعض النصارى الآن وملك تلك الأرض هدمها لما صارت اليه | شعبان الزناقي |

وقال فيه أبو راس الناصري:

## أقوال عن الباي
- قال فيه الحفناوي :

| شعبان الزناقي | ومن أشهر غزواته هذه التي استطردها الناظم وكانت سنة 1098 (هجرية ) وبها إستشهد رحمه الله وقد أبدى ذلك اليوم وأعاد وأظهر شجاعة ما يقصر عنه عنترة بن شداد وقد أخبرني بعض من حضره أنه تكسر في يده ذلك اليوم سيفان وتحلى بأشرف حلية وركب أجود مراكبه ، ووقف بكدية الخيار ينتظر خروج الكفرة الأشرار وهو مع ذلك يعيى جيوشه ويرتبها ويحرضها على الإقدام وليس في لسانه إلا طلب الشهادة في ذلك اليوم | شعبان الزناقي |